# Vörösfejű papagájamandina
A vörösfejű papagájamandina vagy vörösfarkú papagájamandina (Erythrura psittacea) vagy (Amblynura psittacea) a madarak osztályának a verébalakúak (Passeriformes) rendjébe, ezen belül a díszpintyfélék (Estrildidae) családjába tartozó faj.

## Rendszerezése
A fajt Johann Friedrich Gmelin német ornitológus írta le 1789-ben, a Fringilla nembe  Fringilla psittacea néven.

## Előfordulása
Új-Kaledónia szigetén honos. Természetes élőhelyei a szubtrópusi és trópusi síkvidéki esőerdők és nedves cserjések, valamint ültetvények és vidéki kertek. Állandó, nem vonuló faj. Feltűnt Vanuatu szigetein is, de ide valószínűleg betelepítették.
Élőhelye az elmúlt időszakban jelentős változásokon ment keresztül, amihez kiválóan alkalmazkodott: egyre gyakrabban tűnik fel az ültetvényeken és kertekben. Az Új-Kaledóniába betelepített fajok, mint például a barnamellű nádipinty, szintén alkalmazkodtak a sziget megművelt területeihez, és versengenek a vörösfejű papagájamandinával az élőhelyért.

## Megjelenése
Testhossza 14 centiméter, testtömege 10-11 gramm. A homlok, a fejtető elülső része, a fejoldalak és a torok vörös. A kantár feketés színű, a farcsík hátulsó része, a felső farokfedők vörösek. A farktollak vöröses-sötétbarnák. A test többi tolla, valamint a szárnyfedők és a középső karevezők sötétzöldek. A további evezőtollak feketésbarnák. A szem sötétbarna, a láb barnássárga, a csőr fekete színű. A fiatalok maszkja kisebb és kevésbé élénk színű.
A hím és a tojó hasonló színezetű, bár a tojó színei kissé halványabbak és a fej vörös színe világosabb. Ez hasonló korú egyedek esetében és természetes fény mellett nyújt megfelelő támpontot. A hím vörös maszkja kiterjedhet akár a szem vonalán túlra is, míg a tojóé általában a szem vonaláig ér. A hím kantárja sötétebb, szélesebb és határozottabb, mint a tojóé. Mindkét nem énekel, a hím azonban hosszabb strófákat zeng.
|  |

## Életmódja
Fészkelési időben párban, különben kis csapatokban (max. 20 egyed) jár táplálék után. Rendkívül aktív, gyors mozgású madár, táplálkozás közben villámgyorsan repülnek bokorról bokorra, kerülve a nyílt térségeket. A rovarokat gyakran a virágokról csipegetik le, miközben ügyesen egyensúlyoznak a vékony szárakon.

## Szaporodása
Élőhelyén két szaporodási időszak különíthető el: szeptemberben és márciusban költ. Fészkét bokrokra, fákra, időnként sziklamélyedésekbe rakja, de házak tetején is költ, ha ott megfelelő, fészkelésre alkalmas üreget talál. Több fészket is találtak már egymás mellett, ezek tollal bélelt, terjedelmes építmények. A hím hordja a fészekanyagot, a tojó elrendezi. Fészekalja 4-5 tojásból áll, a költési idő 13-14 nap. Nappal felváltva ülnek, éjjel csak a tojó kotlik. Kelés után mindkét szülő etet, a fiókák 18-22 naposan hagyják el a fészket, és többé már nem térnek vissza oda. A kirepülés után az öregek még két hétig etetik a fiakat, melyek kb. 33-35 napos korukban válnak önállóvá. A fiatalok sárgás szürkészöldek, alul világosabbak. Farkuk sötétvörös, a csőr felső kávája fekete, az alsó világossárga. A kirepülés után hamarosan megindul a színeződés, és normális körülmények között 4 hónap alatt be is fejeződik.

## Természetvédelmi helyzete
Az elterjedési területe kicsi, egyedszáma viszont stabil. A Természetvédelmi Világszövetség Vörös listáján nem fenyegetett fajként szerepel.